# Canut IV de Dinamarca
Canut (o Knud) IV (ca. 1043 – 10 de juliol de 1086), conegut com a Canut el Sant o Sant Canut, fou rei de Dinamarca entre 1080 i 1086. Va ésser un rei ambiciós que desitjava el tron anglès, va enfortir la monarquia danesa i va donar suport a l'Església catòlica, que va consolidar-s'hi. Mort pels seus enemics, l'Església el considerà màrtir i el venera com a sant, patró de Dinamarca.

## Vida
Canut va ser el fill il·legítim de Svend II Estridsson. Abans de pujar al tron, segons la Crònica anglosaxona, Canut va ser un dels cabdills de l'expedició dels víquings contra Anglaterra en 1075. En tornar des d'Anglaterra, la flota invasora va passar pel Comtat de Flandes, ja que per l'hostilitat envers Guillem I d'Anglaterra, Flandes era un aliat natural dels danesos.
En 1080, Canut va succeir el seu germà, Harald III, al tron del regne. En pujar-hi, va casar-se amb Adela de Flandes, filla de Robert II de Flandes, comte de Flandes. El fill que van tenir, Carles, va esdevenir comte de Flandes entre 1119 i 1127 i va ser conegut com a Carles el Bo.
Aviat, Canut va demostrar la seva ambició: volia enfortir el poder de la corona al regne i va emetre decrets apropiant-se de terres comunals, del drets als botins dels vaixells enfonsats i naufragats, i del dret d'heretar els béns dels estrangers o gent que no hagués testat. Alhora, era molt devot de l'Església, i va legislar per tal de protegir-la i de beneficiar els febles, orfes, vídues i desprotegits, creant nous tributs i delmes. Aquesta política va provocar el descontentament dels súbdits, especialment de la noblesa.
En l'àmbit exterior, com a renebot de Canut el Gran, que havia estat també rei d'Anglaterra i de Noruega, va reclamar la corona d'Anglaterra, proclamant que Guillem I d'Anglaterra era un usurpador. En 1085, amb el suport del seu sogre el comte Robert, va planejar la invasió d'Anglaterra. Va renunir una flota a Limfjord, però mai no en partí. Possiblement va témer la intervenció d'Enric IV del Sacre Imperi Romanogermànic, amb qui no tenia bones relacions. També sospitava del seu germà Olav, que després seria Olav I de Dinamarca, que volia comandar la flota i va ésser arrestat i empresonat a Flandes. La flota es va acabar dispersant. Segons Niels Lund, de la universitat de Copenhagen, aquest fet va marcar "la fi de l'era vikinga".

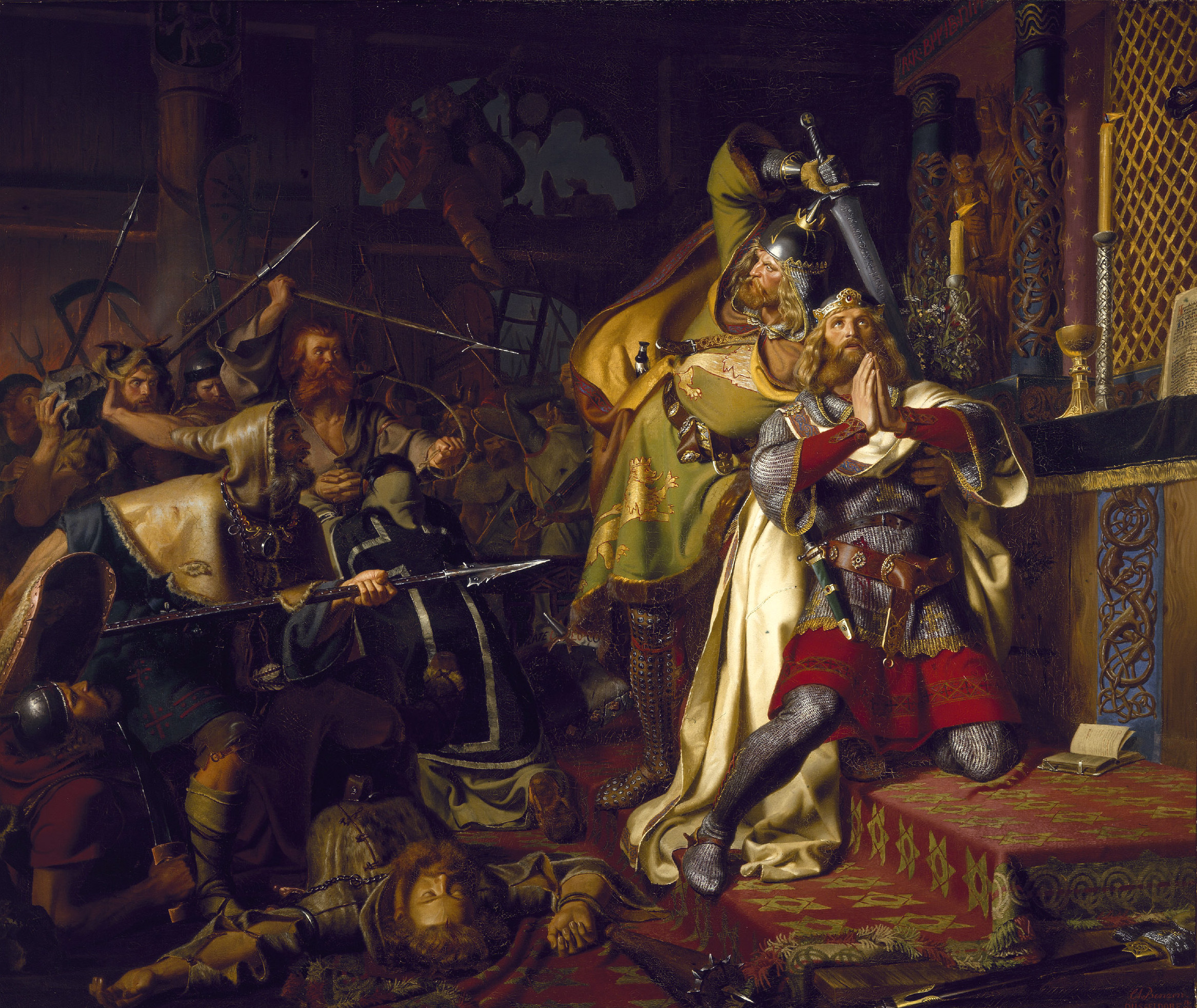
Mort de Sant Canut per C. A. von Benzon
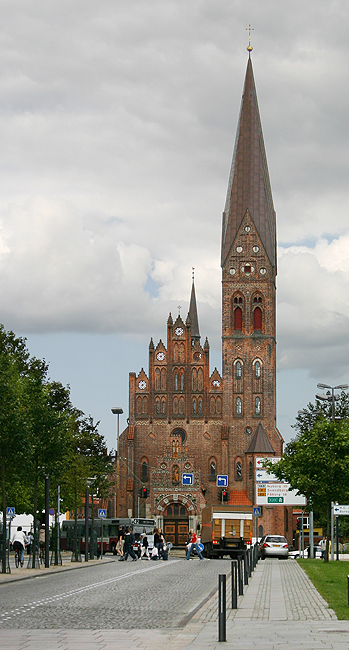
Església de Sankt Alban d'Odense, edificada sobre l'església on va ser mort Canut

Poc abans, una revolta de camperols va esclatar al sud de Jutlàndia, on era Canut el 1086; ell i els seus homes es van refugiar a l'església de S. Alban d'Odense, però els rebels hi entraren i mataren Canut, el seu germà Benet i disset homes més, davant l'altar, el 10 de juliol de 1086.

## Veneració
A causa d'aquesta mort violenta i la protecció que havia atorgat a l'Església, Canut va ésser considerat un sant màrtir. Aviat es començà a atribuir miracles a la seva intercessió i el 1101, a instància d'Eric III de Dinamarca, el papa Pasqual II va confirmar el culte al rei, que va portar a la canonització de Canut IV. En 1300, les serves restes i les del seu germà van ésser sebollides a la nova Catedral d'Odense, anomenada en honor seu, de Sant Canut.
La seva festivitat se celebra el 19 de gener, però a Suècia i Finlàndia el 13 de gener, ja que el mateix Canut havia decretat que el Nadal se celebrés durant vint dies, i el 13 de gener marca el final d'aquesta celebració.

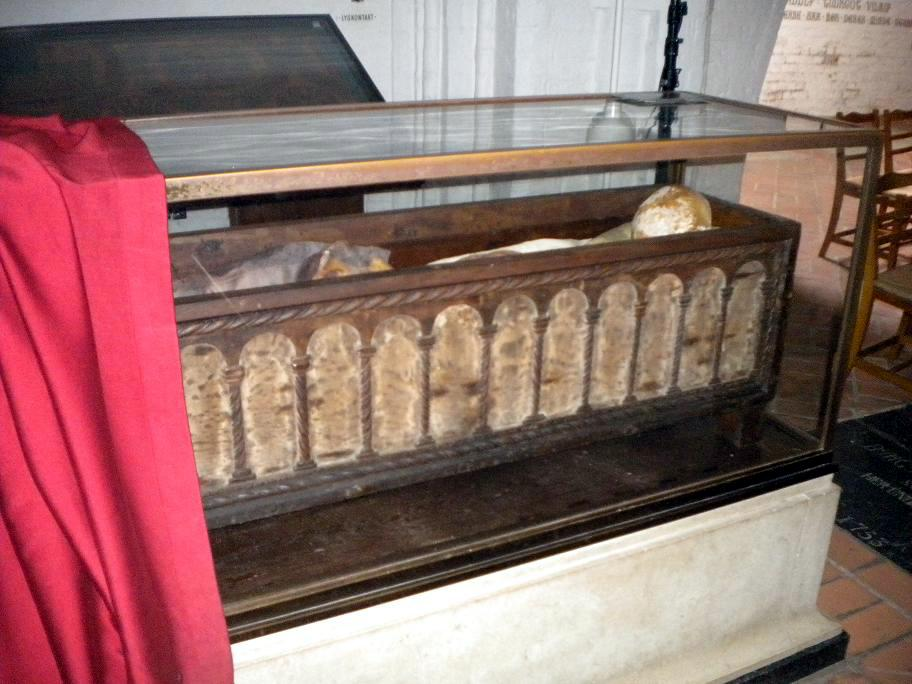
Sepulcre de Canut a la Catedral d'Odense] (foto de Jacob Truedson Demitz
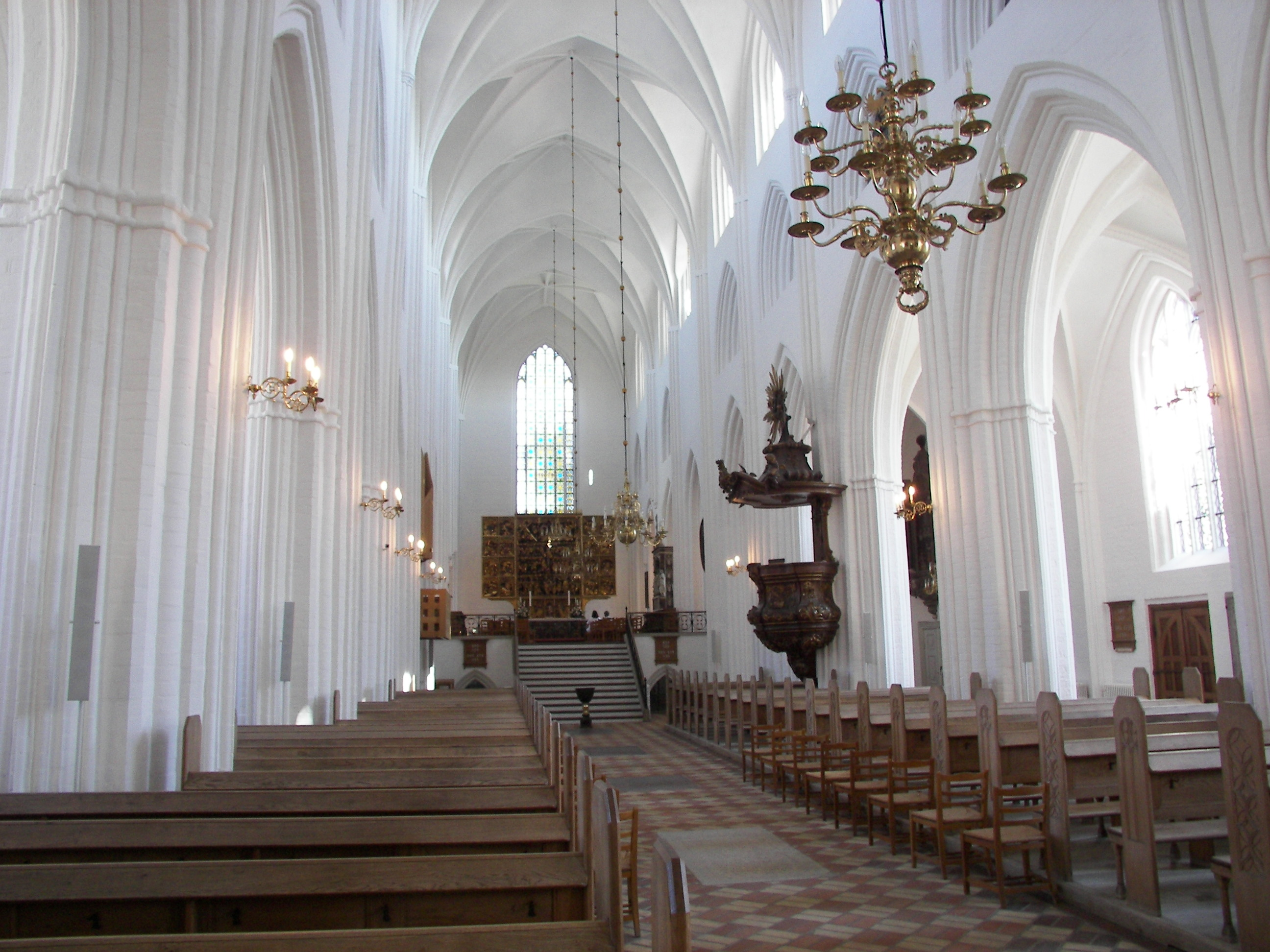
Interior de l'Odense domkirke
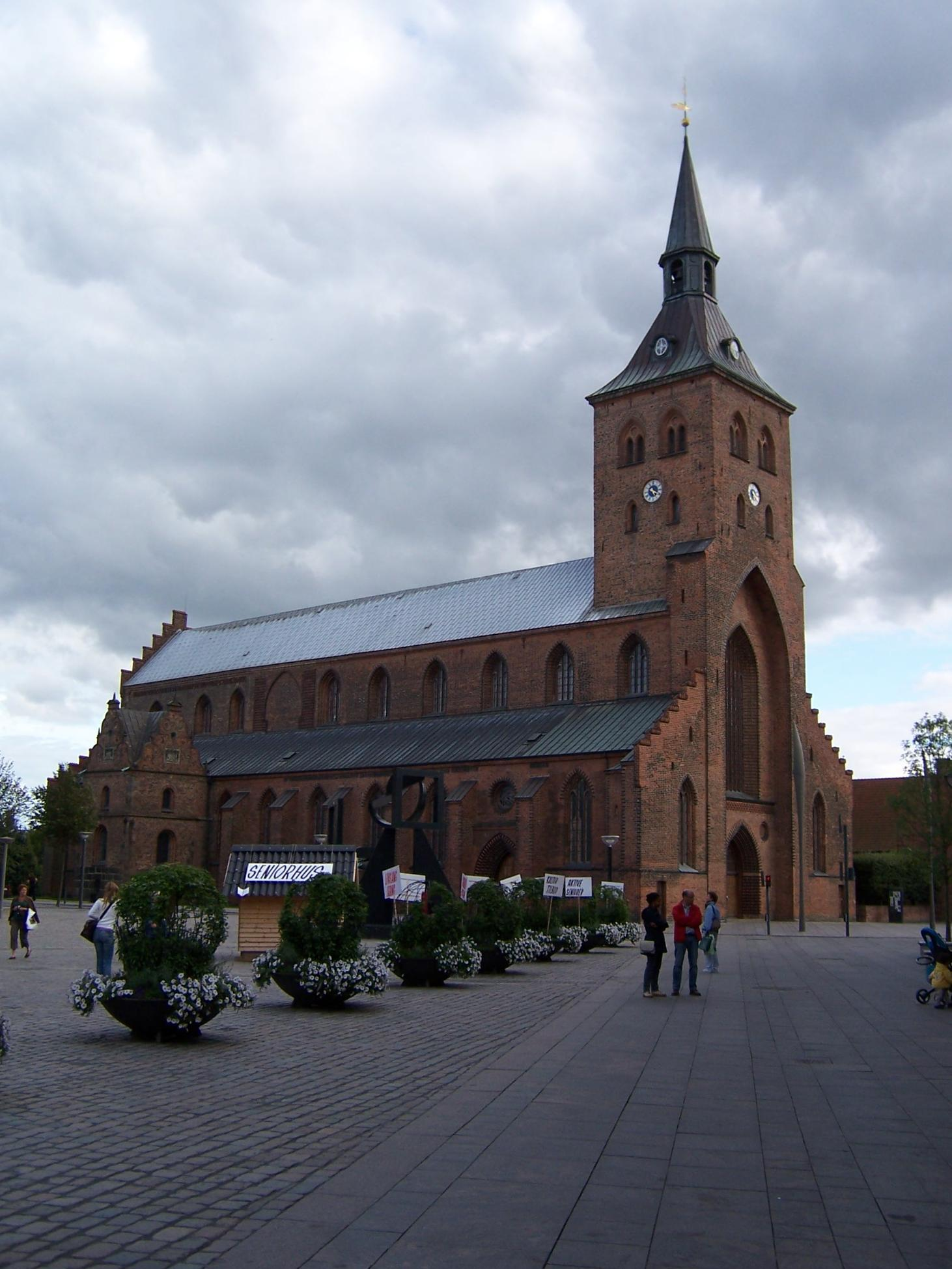
Odense domkirke, o catedral d'Odense

### Devoció a Catalunya
És un sant amb poca devoció fora dels estats escandinaus; no obstant això, probablement pel seu nom, a Catalunya es creia que Canut era l'encarregat celestial d'obrir-ne les aixetes (o canuts) i dipòsits d'aigua i provocar la pluja. Per això, el dia de la seva festivitat no plovia, i si plovia, era que el sant estava irritat i no deixaria de ploure en tres mesos:
| « | Si plou per Sant Canut de tres mesos no veuràs eixut. | » |

### Patronatge oficiós
També per l'homonímia del seu nom, algunes associacions de consumidors de cànnabis espanyoles l'han adoptat, faceciosament, com a patró oficiós. Així, per exemple, estudiants de la Universidad Autónoma de Madrid van fomentar una festa en la qual, cada 19 de gener, es consumia cànnabis i alcohol.